# Noelia Posse Gómez
Noelia Posse Gómez (Madrid, 4 de noviembre de 1978) es una política española del Partido Socialista Obrero Español y fue alcaldesa de Móstoles desde 2018 hasta 2023. Es la primera mujer en tomar posesión como alcaldesa de este municipio, el segundo más poblado de la Comunidad de Madrid.

## Biografía
Nació en Madrid en el año 1978. Cursó estudios de Trabajo y Educación Social.
Noelia Posse obtuvo un puesto fijo de albañil en el Ayuntamiento de Móstoles en concurso público celebrado el 13 de agosto de 2001. 
Fue concejala, en la oposición al gobierno del Partido Popular del Ayuntamiento de Móstoles por el Partido Socialista desde 2003 hasta finales de 2011. Fue integrante del pleno municipal desde 2015. Tras la renuncia al cargo de David Lucas Parrón y aunque estaba en el número 6 de la lista del PSOE, se convirtió en alcaldesa el 7 de febrero de 2018 tras la retirada de 4 concejales por delante de ella. Obtuvo los votos del PSOE, Ganar Móstoles y uno de los dos de Izquierda Unida-Los Verdes.
Cabeza de la lista del PSOE de cara a las elecciones municipales del 26 de mayo de 2019 en Móstoles, la candidatura obtuvo una mayoría simple de 10 concejales.
Actualmente, es miembro de la Comisión Ejecutiva Regional del Partido Socialista Obrero Español de la Comunidad de Madrid conformada en el decimotercer congreso regional encabezada por José Manuel Franco Pardo, y estaba a cargo de la función de secretaria ejecutiva de Laicidad.

## Polémicas
En el primer pleno extraordinario como alcaldesa de Móstoles tras la constitución de la Corporación, se aprobó el aumento de la retribución de la alcaldesa y del resto de altos cargos del Consistorio. En el caso de Posse, el incremento fue del 16,75%, pasando de 70 236 € a 82 000 € anuales. El aumento de retribuciones se hizo con el voto a favor del PSOE, PP, Ciudadanos y Más Madrid Ganar Móstoles. Los portavoces de todos los grupos políticos y los concejales con delegación también se beneficiaron de una subida de sueldo de un 10,60 %.
El pleno fue interrumpido por la protesta de una vecina que repetía "esta es la prioridad de Móstoles, subiros los sueldos".
En junio de 2019 la oposición cuestionó el ascenso de su tío, Héctor Vicente Posse, funcionario municipal del área de Cultura, al puesto de director técnico administrativo de Deportes con un complemento salarial de 1.607 € mensuales.
El 29 de agosto de 2019, amparándose en el artículo 104.2 de la Ley 7/1985, de 2 de abril, Reguladora de las Bases del Régimen Local que establece que el alcalde tiene la potestad de nombrar y cesar a cargos de confianza o asesoramiento, Posse nombra como cargo de libre designación para el manejo de las redes sociales del ayuntamiento a su hermana, Laura Posse. Un puesto remunerado con 52 000 € anuales que no existía hasta el momento y criticado por la oposición al entender que se trataba de un caso de nepotismo. Por estos hechos, y coincidiendo con las fiestas patronales de Móstoles, los vecinos reciben el pregón de la alcaldesa con abucheos y pitos.
Aunque en un primer momento, Noelia Posse se niega a cesar a su hermana, días después da marcha atrás ante la presión de la oposición, medios y propios vecinos, manifestando que lo hace por 'humildad' y porque 'no había sido entendido por la ciudadanía'.
El 20 de septiembre de 2019, sale a la luz que Luis Vázquez, nombrado por Noelia Posse gerente del IMS (Instituto Municipal del Suelo) y de profesión odontólogo, fue despedido en abril de 2017 del cargo de director general de la Fundación Clínica Universitaria de la Universidad Rey Juan Carlos (URJC) por su mala gestión tras percibir un salario de cerca de 300.000 euros anuales. Se cuestiona la idoneidad para el cargo desde todos los medios y dimite el día 26 de septiembre de 2019.
El 26 de septiembre de 2019, tras la dimisión de Luis Vázquez, dimite Alicia Domínguez Villarino, amiga de la infancia de Noelia Posse a quien nombra Coordinadora de Gabinete con un sueldo de 52.000 € anuales, y que coincidió con Luis Vázquez en la Fundación Clínica Universitaria de la Universidad Rey Juan Carlos (URJC), donde era profesora de Odontología.
El 28 de septiembre de 2019 se publica en los medios que Noelia Posse había aprobado un complemento salarial de 800 euros para su expareja, Gonzalo Sánchez Oliva, al nombrarle supervisor del Grupo de Intervención Especial del Ayuntamiento, departamento de nueva creación.
El 30 de septiembre de 2019 sale a la luz otra polémica relacionada con el nombramiento de Jesús Miguel Espelosín como gerente de Urbanismo. Este caso cuenta incluso con una resolución judicial en contra al no poder acreditar una experiencia previa de 15 años para acceder al cargo.
El 1 de octubre de 2019 el secretario general del PSOE-M, José Manuel Franco, anuncia que la Comisión Regional de Ética pedirá información a la alcaldesa de Móstoles, Noelia Posse, respecto a todas sus actuaciones.
Tras la polémica suscitada por los nombramientos y pese a que la ley le permite nombrar hasta 27 puestos de personal eventual, la alcaldesa reconoció el error, rectificó las designaciones y pidió voluntariamente comparecer ante la comisión de ética del PSOE para ofrecer todas las explicaciones pertinentes.
El 3 de octubre de 2019 sale a la luz otra polémica derivada del nombramiento de Carmen Rosas Camacho el pasado mes de agosto como coordinadora general de Urbanismo, la misma persona que avaló la experiencia laboral de Espelosín para que accediera al cargo en febrero de 2018.
El 7 de octubre de 2019, Gabriel Ortega de Más Madrid / Ganar Móstoles presenta su renuncia y abandona el tripartito formado junto a PSOE y Podemos. Consecuentemente, con la marcha de los dos ediles de Más Madrid / Ganar Móstoles, el Gobierno de Noelia Posse se queda en minoría con 12 concejales. Este hecho se produce una semana después de que Gabriel Ortega solicitara la dimisión de la alcaldesa. En la rueda de prensa, Gabriel Ortega pronuncia estas palabras: "Creemos en políticas que mejoren la vida de la gente, pero de la gente del pueblo de Móstoles, no del círculo de Noelia Posse."
Al día siguiente, 8 de octubre de 2019, quedando apenas un mes para las elecciones generales, tanto Noelia Posse como el PSOE-M solicitan al mismo tiempo una 'suspensión cautelar de militancia' para que, en palabras de la propia Alcaldesa, pueda 'defenderse de las acusaciones y no perjudicar al partido'. Esta suspensión cautelar de militancia no la inhabilita para ejercer su cargo en la alcaldía de Móstoles.
El 10 de octubre  de 2019 el PSOE ratifica la 'suspensión cautelar de militancia'. Los partidos de la oposición estudian presentar una moción de censura ya que Noelia Posse se niega a dimitir de su cargo.
El 11 de octubre la Policía Nacional investiga una denuncia de robo de documentos, expedientes e informes de Recursos Humanos del área de Urbanismo. La denuncia fue interpuesta por responsables municipales ante la Comisaría de Policía Nacional de Móstoles.
El 16 de octubre de 2019 se publica en los medios que Noelia Posse también contrató a su cuñado, pareja de Laura Posse, que formaba parte de la bolsa de trabajo de operarios de servicio del ayuntamiento con el puesto número 48. Esta contratación se realiza de la misma forma, vía decreto y casualmente el mismo día que se contrata a su hermana, el 29 de agosto de 2019.
El 21 de octubre de 2019, en el Pleno del Ayuntamiento celebrado para tratar la conducta de Noelia Posse, se aprueba su reprobación por parte de todos los partidos menos por el PSOE, hecho que no tiene ninguna repercusión política en el Consistorio.
El 7 de mayo de 2020, en plena pandemia COVID-19, se publica en los medios que Noelia Posse aprueba una subida salarial del 24%, 12.600 €, para el Gerente de Urbanismo, José Miguel Espelosín, cuyo nombramiento fue tumbado por un juez meses atrás.
El 29 de mayo de 2020, tras la presión de la oposición y la negativa de Más Madrid-Ganar Móstoles a apoyar los presupuestos del ejercicio 2020, Noelia Posse se ve obligada a dar un giro y suspender todo aumento de retribuciones. De esta forma, las tres formaciones de la izquierda, PSOE, Podemos y Más Madrid-Ganar Móstoles, acuerdan sacar adelante dichos presupuestos.
El 15 de septiembre de 2021 se publica en los medios que Noelia Posse está siendo investigada por prevaricación y malversación.